# بيشاخا داتا
بيشاخا داتا هي صانعة أفلام، ناشطة، وصحفية سابقة هندية، تُعرف بأعمالها التي تركز على قضايا النوع الاجتماعي، والجنسانية، وحقوق المرأة. تُعتبر من الشخصيات البارزة في مجال الإعلام المستقل في الهند، هي المؤسس المشارك والمدير التنفيذي لمنظمة Point of View، وهي منظمة غير ربحية مقرها مومباي تسعى إلى تعزيز حقوق النساء والأقليات وتمكينهن من خلال الإعلام والفنون. كما شغلت منصبًا في مجلس إدارة عدد من المنظمات غير الربحية، بما في ذلك مؤسسة إنشاء الموارد لتمكين العمل ومؤسسة ويكيميديا (2010-2014)، حيث كانت أول هندية تعمل كعضو في مجلس الأمناء.

## الحياة والأعمال
وُلدت بيشاخا داتا في الهند، ودرست في جامعة سانت كزافييه في مومباي، حيث حصلت على درجة البكالوريوس في علم الاجتماع. لاحقًا، أكملت دراستها في الصحافة في جامعة نورث وسترن في الولايات المتحدة. في عام 1998، قام داتا بتحرير كتاب "ومن سيصنع الشباتي؟" ، نظرة عامة على المجالس السياسية النسائية التي تم تشكيلها في ماهاراشترا ، الهند.  في عام 2003، تم إصدار فيلمها الوثائقي" في الجسد: ثلاث حيوات في الدعارة".
المسيرة المهنية
بدأت بيشاخا مسيرتها كصحفية، لكنها سرعان ما انتقلت إلى صناعة الأفلام الوثائقية لتسليط الضوء على القضايا الاجتماعية. في عام 1996، شاركت في إخراج فيلم "Unlimited Girls"، الذي يستكشف الحركة النسوية في الهند. حاز الفيلم على إشادة واسعة وتم عرضه في العديد من المهرجانات الدولية ومن أعمالها:

#### النشر
- في عام 1998، قامت داتا بتحرير كتاب "ومن سيصنع الشباتي؟"، الذي يقدم نظرة شاملة على المجالس السياسية النسائية التي تشكلت في ولاية ماهاراشترا، الهند. يعد هذا الكتاب من الأعمال البارزة التي تسلط الضوء على الدور الحيوي للنساء في الحكم المحلي والسياسة في الهند.

#### الأفلام الوثائقية
- "في الجسد: ثلاث حيوات في الدعارة" (2003): فيلم وثائقي من إخراج بيشاخا داتا، يستعرض حياة ثلاث نساء يعملن في مجال الدعارة في الهند. يسلط الفيلم الضوء على تعقيدات حياتهن اليومية، بما في ذلك التحديات الاجتماعية والاقتصادية التي تواجههن.
- "Unlimited Girls": فيلم استكشافي يعرض الحركة النسوية في الهند وتأثيرها على حياة النساء من مختلف الطبقات الاجتماعية. لاقى الفيلم استحسانًا كبيرًا وتم عرضه في عدة مهرجانات دولية.[6]

#### العمل غير الربحي
- أطلقت داتا مبادرات لتعزيز صوت النساء في الهند عبر الإعلام والقصص الشخصية. تسعى المنظمة إلى تمكين النساء ومجتمع الميم من التعبير عن هوياتهن ومواجهة القوالب النمطية الاجتماعية[7]